# Observationes Botanicas in Itinere Circum Terram Institutas (Meyen)
Observationes Botanicas in Itinere Circum Terram Institutas (Meyen) (abreviado Observ. Bot. (Meyen)) es un libro con ilustraciones y descripciones botánicas que fue escrito por el médico, botánico y ornitólogo alemán Franz Julius Ferdinand Meyen y publicado en Berlín en el año 1843.